# 2021 UEFA 챔피언스리그 결승전
2021 UEFA 챔피언스리그 결승전은 UEFA 챔피언스리그의 66번째 결승전이자 현재의 대회명으로 개명 후 29번째 결승 경기이다. 경기는 2021년 5월 29일에 터키 이스탄불에 위치한 아타튀르크 올림픽 스타디움에서 개최될 예정이었지만, 2021년 5월 13일 UEFA 회의에서 결승전 개최지를 코로나19 대유행 때문에 포르투갈 포르투 소재 이스타디우 두 드라강에서 변경 개최되었다.
이 경기는 원래 2021년 5월 29일에 러시아 상트페테르부르크에 위치한 크레스톱스키 스타디움에서 열릴 예정이었으나 유럽에서 일어난 코로나19 범유행의 여파로 인하여 2019-20년 UEFA 챔피언스리그 결승전 개최 장소가 포르투갈 리스본에 위치한 이스타디우 다 루스로 변경되었다. 이에 따라 2020-21년 UEFA 챔피언스리그 결승전 개최 장소가 터키 이스탄불에 위치한 아타튀르크 올림픽 스타디움으로 변경되었다. 그러나 2021년 5월 13일에 열린 UEFA 회의에서 코로나19 범유행의 여파를 고려하여 결승전 개최 장소를 포르투갈 포르투 소재 이스타디우 두 드라강으로 변경하여 개최했다.
또한, 이 경기의 승리 팀은 2021년 UEFA 슈퍼컵에서 2020-21년 UEFA 유로파리그 우승 팀과 경기를 펼치게 된다.

## 개최지 선정
유럽 축구 연맹(UEFA)은 2020년에 열릴 예정인 UEFA가 주관하는 클럽 대회인 UEFA 챔피언스리그, UEFA 유로파리그, UEFA 슈퍼컵, UEFA 여자 챔피언스리그 결승전 개최지 선정 과정이 2017년 9월 22일부터 시작된다고 밝혔다. 입후보 의사 전달 과정은 2017년 10월 31일을 기해 마감되며 유치 관련 서류는 2018년 3월 1일까지 제출해야 한다. UEFA 유로 2020을 개최하는 국가의 축구 협회는 2020 UEFA 챔피언스리그 결승전 유치 과정에 참여할 수 없다.
UEFA는 2017년 11월 3일에 포르투갈, 터키 2개국 축구 협회가 2020 UEFA 챔피언스리그 결승전 유치 과정에 참여했다고 밝혔으며 2020 UEFA 챔피언스리그 결승전 개최 후보 도시 목록을 다음과 같이 공개했다.
- 포르투갈 리스본: 이스타디우 다 루스 (수용 인원: 65,647명)
- 튀르키예 이스탄불: 아타튀르크 올림픽 스타디움 (수용 인원: 76,092명)

UEFA는 2018년 5월 24일에 우크라이나 키예프에서 열린 집행위원회 회의에서 2020 UEFA 챔피언스리그 결승전 개최지를 터키 이스탄불에 위치한 아타튀르크 올림픽 스타디움으로 선정했다. 아타튀르크 올림픽 스타디움은 2005 UEFA 챔피언스리그 결승전 경기가 열린 경기장이기도 하다.

## 결승으로 가는 길
Note: 아래 모든 결과들에서, 결승 진출팀의 스코어는 먼저 표기된다(H: 안방; A: 원정).
| 순위 | 팀            | 경기 | 승점 |
| ---- | ------------- | ---- | ---- |
| 1    | 맨체스터 시티 | 6    | 16   |
| 2    | 포르투        | 6    | 13   |
| 3    | 올림피아코스  | 6    | 3    |
| 4    | 마르세유      | 6    | 3    |

| 순위 | 팀           | 경기 | 승점 |
| ---- | ------------ | ---- | ---- |
| 1    | 첼시         | 6    | 14   |
| 2    | 세비야       | 6    | 13   |
| 3    | 크라스노다르 | 6    | 5    |
| 4    | 렌           | 6    | 1    |

## 경기
| 맨체스터 시티 | 0 - 1  | 첼시           |
| ------------- | ------ | -------------- |
|               | 리포트 | - 하베르츠 42′ |

| 맨시티 | 첼시 |

| GK            | 31 | 이데르송                |     |     |
| RB            | 2  | 카일 워커               |     |     |
| CB            | 5  | 존 스톤스               |     |     |
| CB            | 3  | 후벵 디아스             |     |     |
| LB            | 11 | 올렉산드르 진첸코       |     |     |
| CM            | 20 | 베르나르두 실바         |     | 64′ |
| CM            | 8  | 일카이 귄도안           | 35′ |     |
| CM            | 47 | 필 포든                 |     |     |
| AM            | 17 | 케빈 더 브라위너 (주장) |     | 60′ |
| CF            | 26 | 리야드 마레즈           |     |     |
| CF            | 7  | 라힘 스털링             |     | 77′ |
| 교체선수:     |    |                         |     |     |
| GK            | 13 | 잭 스테판               |     |     |
| GK            | 33 | 스콧 카슨               |     |     |
| DF            | 6  | 나탄 아케               |     |     |
| DF            | 14 | 아이메릭 라포르테       |     |     |
| DF            | 22 | 뱅자맹 멘디             |     |     |
| DF            | 27 | 주앙 칸셀루             |     |     |
| DF            | 50 | 에리크 가르시아         |     |     |
| MF            | 16 | 로드리                  |     |     |
| MF            | 25 | 페르난지뉴              |     | 64′ |
| FW            | 9  | 가브리에우 제주스       | 88′ | 60′ |
| FW            | 10 | 세르히오 아구에로       |     | 77′ |
| FW            | 21 | 페란 토레스             |     |     |
| 감독:         |    |                         |     |     |
| 펩 과르디올라 |    |                         |     |     |

| GK          | 16 | 에두아르 멘디                |     |     |
| CB          | 28 | 세사르 아스필리쿠에타 (주장) |     |     |
| CB          | 6  | 치아구 시우바                |     | 39′ |
| CB          | 2  | 안토니오 뤼디거              | 57′ |     |
| RWB         | 24 | 리스 제임스                  |     |     |
| LWB         | 21 | 벤 칠웰                      |     |     |
| CM          | 5  | 조르지뇨                     |     |     |
| CM          | 7  | 은골로 캉테                  |     |     |
| RW          | 29 | 카이 하베르츠                |     |     |
| LW          | 19 | 메이슨 마운트                |     | 80′ |
| CF          | 11 | 티모 베르너                  |     | 66′ |
| 교체선수:   |    |                              |     |     |
| GK          | 1  | 케파 아리사발라가            |     |     |
| GK          | 13 | 윌리 카바예로                |     |     |
| DF          | 3  | 마르코스 알론소              |     |     |
| DF          | 4  | 안드레아스 크리스텐센        |     | 39′ |
| DF          | 15 | 퀴르트 주마                  |     |     |
| DF          | 33 | 이메르송                     |     |     |
| MF          | 10 | 크리스천 풀리시치            |     | 66′ |
| MF          | 17 | 마테오 코바치치              |     | 80′ |
| MF          | 20 | 캘럼 허드슨-오도이           |     |     |
| MF          | 22 | 하킴 지예흐                  |     |     |
| MF          | 23 | 빌리 길모어                  |     |     |
| FW          | 18 | 올리비에 지루                |     |     |
| 감독:       |    |                              |     |     |
| 토마스 투헬 |    |                              |     |     |

| 최우수 선수: 은골로 캉테 (첼시) 선심: 파우 세브리안 데비스 (스페인) 로베르토 디아스 페레스 델 팔로마르 (스페인) 대기심: 카를로스 델 세로 그란데 (스페인) 비디오 보조 심판(VAR 심판): 알레한드로 에르난데스 에르난데스 (스페인) 보조 비디오 보조 심판(보조 VAR 심판): 후안 마르티네스 무누에라 (스페인) 이니고 프리에토 로페스 데 세라인 (스페인) 파베우 길 (폴란드) | 경기 규칙 - 전후반 90분 동안 경기를 진행한다. - 전후반 90분 상황에서 동점이면 연장전 30분을 진행한다. - 연장전에서도 동점이면 승부차기를 진행한다. - 교체 선수 명단은 12명까지 올릴 수 있으며 한 팀당 최대 5명까지 교체할 수 있다. 연장전에 들어간 경우에는 최대 6명까지 교체할 수 있다. 각 팀에게는 3번의 선수 교체 기회가 주어지며 연장전에 한해 4번째 선수 교체 기회가 주어진다. 단 하프타임, 연장전 시작 이전, 연장전 하프타임에 일어난 선수 교체는 제외된다. |

## 같이 보기
- 2020-21년 UEFA 챔피언스리그
- 2021 UEFA 유로파리그 결승전
- 2021년 UEFA 슈퍼컵